# Ступка, Богдан Сильвестрович
Богда́н Сильве́стрович Сту́пка (укр. Богдан Сильвестрович Ступка; 27 августа 1941, Куликов, Львовская область — 22 июля 2012, Киев) — советский и украинский актёр театра и кино. Герой Украины (2011), народный артист СССР (1991), народный артист Украинской ССР (1980), заслуженный деятель искусств Автономной Республики Крым (2001). Лауреат Государственной премии СССР (1980), Государственной премии Украины имени Т. Г. Шевченко (1993) и Государственной премии Украины имени А. Довженко (2012 — посмертно). Министр культуры и искусств Украины (1999—2001).

## Биография
Богдан Ступка родился 27 августа 1941 года в посёлке Куликов (ныне Львовского района Львовской области Украинской ССР).
В 1948 году семья переехала во Львов.
Не поступив в политехнический институт, некоторое время был учеником слесаря, затем — фотографом в астрономической лаборатории (лаборант-вычислитель на переменных звёздах). Был ведущим в джаз-ансамбле «Медикус».
В 1961 году окончил студию при Львовском украинском драматическом театре имени М. К. Заньковецкой. В 1963—1965 годах учился на филологическом факультете Львовского государственного университета имени И. Франко (заочное отделение).
В 1961—1978 годах — актёр Украинского драматического театра имени М. К. Заньковецкой.
В 1963 году был призван в Советскую армию, с 1963 по 1966 год служил в Ансамбле песни и пляски Прикарпатского военного округа (работал конферансье и чтецом).
В 1976 году — Заслуженный артист Украинской ССР.
С 1978 года — актёр Киевского драматического театра имени И. Франко.
В 1980 году — Государственная премия СССР За исполнение ролей в спектаклях «Дикий ангел» А. Ф. Коломийца и «Дядя Ваня» А. П. Чехова в Киевском государственном академическом украинском драматическом театре имени Ивана Франко.
В 1980 году — Народный артист Украинской ССР.
В 1984 году окончил Киевский институт театрального искусства имени И. Карпенко-Карого по специальности «театроведение».
В 1991 году, 28 января — получил звание Народный артист СССР.
С 2001 года до последних дней жизни — художественный руководитель Театра имени И. Франко.
С 2006 по 2010 год — художественный руководитель актёрского курса в Киевском национальном университете театра, кино и телевидения имени И. Карпенко-Карого.
С 1967 года — член Союза театральных деятелей Украины. Член Союза кинематографистов Украины. Член Европейской киноакадемии. Академик Российской академии кинематографических искусств «Ника». Действительный член (академик) Академии искусств Украины (1997).
С 1992 года — член Комитета по Государственным премиям Украины имени Т. Шевченко при Кабинете министров Украины.
С 1999 по 2001 год — министр культуры и искусств Украины в правительстве В. Ющенко.
В телевизионном сезоне 2007—2008 годов на телеканале «Интер» состоялся проект «Великие украинцы». Богдан Ступка в документальном фильме представил Тараса Шевченко. Сам актёр в рейтинге великих украинцев занял 47-е место.
С 2001 года — президент Киевского международного кинофестиваля «Молодость». С 2009 года — президент Киевского международного кинофестиваля.
В 2011 году на сцене Театра имени И. Франко состоялось празднование 70-летия актёра. Юбилейный вечер назывался «Концерт № 70».

### Последние годы и смерть
Летом 2010 года актёр потерял сознание на съёмках телесериала «Однажды в Ростове». В январе 2011 года ему сделали операцию в Германии, где он впоследствии продолжил лечение.
22 июля 2012 года в 7:45 утра скончался в киевской больнице «Феофания» после продолжительной болезни. Причиной смерти стала острая сердечная недостаточность, вызванная последней стадией рака мочевого пузыря (по другим данным — опухоли кости).
Вечером 23 июля началось отпевание в церкви Святого Николая Мирликийского на Аскольдовой могиле, продлившееся всю ночь. Прощание прошло 24 июля на сцене Театра им. И. Франко. После окончания гражданской панихиды актёр был похоронен на центральной аллее 52-го поля Байкова кладбища.
Сам актёр признавался, что хотел бы умереть в тот же день, что и его мать Мария Григорьевна, скончавшаяся в ночь с 23 на 24 июля 2007 года.

## Семья
- Отец — Сильвестр Дмитриевич Ступка (1914—1993)[11], певец в хоре Львовского оперного театра
- Мать — Мария Григорьевна Ступка (1912—2007)
- Жена (с 1967) — Лариса Семёновна Ступка (в девичестве — Корниенко) (р. 1942), балерина, выпускница Бакинского хореографического училища
  - Сын — Остап Ступка (р. 1967), актёр Театра имени И. Франко. Народный артист Украины (2009)
    - Внук — Дмитрий Ступка, (р. 1986), актёр Театра имени И. Франко
      - Правнучка — Богдана Дмитриевна Ступка (названа в честь прадеда)

    - Внучка — Устина Остаповна Ступка
    - Внук — Богдан Остапович Ступка

## Творчество
Был по большей части драматическим актёром, которому были подвластны любые образы и персонажи. Исполнив около 100 ролей на киноэкране и более 50 на театральной сцене, к концу жизни он стал символом украинской нации, дал мощный импульс для продолжения и полноценности украинской культуры. Был одним из главных артистов последнего десятилетия на постсоветском пространстве.
За свою кинокарьеру был удостоен около 15 кинонаград и призов, включая «Нику» и три «Золотых орла». Перевоплощение в старика Блинова в военной драме «Свои» принесло актёру большой успех во всём мире, а Европейская киноакадемия даже выдвинула его на получение своей знаменитой премии, но тогда, в 2004 году, на церемонии вручения актёр проиграл испанцу Х. Бардему. Мировую славу окончательно закрепил образ Константы в польской ленте К. Занусси «Сердце на ладони».
Дебютный для актёра фильм «Белая птица с чёрной отметиной», где он исполнил роль украинского националиста Ореста, потряс советских зрителей. Потряс не только сам фильм, удостоенный Золотого приза VII Московского кинофестиваля, но и игра молодого актёра, сумевшего воссоздавать сложность человеческой натуры. Известный российский кинокритик Андрей Плахов вспоминал:
Я хорошо помню Ступку в этой картине. Созданный им образ был абсолютно новым для советского кино. Он показал человека, связанного с подпольным националистическим движением на Украине. Фильм отражал раскол Украины, и это было очень революционно для того времени.
В российское кино попал благодаря М. Ульянову, увидевшему молодого актёра в картине «Белая птица с чёрной отметиной» и снявшему его позднее в своём режиссёрском дебюте «Самый последний день».
На нью-йоркской премьере нового фильма К. Муратовой «Два в одном» актёра ставили в один ряд с Р. Де Ниро, Аль Пачино и Э. Хопкинсом, отмечая мастерство и многогранность его актёрской игры.
В последние годы, после того как актёр снялся в ряде российских фильмов, даже зарубежные, скептически настроенные критики признавали его огромный вклад в мировой кинематограф. Среди последних киноролей актёра одной из самых запоминающихся стала роль Тараса Бульбы в одноимённом фильме В. Бортко, принёсшая ему предпоследнего «Золотого орла». Криминальная картина О. Погодина «Дом», вышедшая в прокат за полгода до смерти актёра, показала, что играть он может действительно всех, даже жёстких отцов большого семейства.

### Театр

#### Львовский драматический театр им. М. К. Заньковецкой
- 1960 — «Над голубым Дунаем» И. Ричарда, режиссёр А. Горчинский — румынский офицер
- 1960 — «Фауст и смерть» А. Левады, режиссёр Б. Тягно — Робот Механтроп
- «Бондаривна» И. Карпенко-Карого, режиссёр А. Рипко — Шляхтич
- «С любовью не шутят» П. Кальдерона, режиссёр С. Смеян — Дон Хуан
- 1963 — «Гайдамаки» Т. Шевченко, режиссёр В. Грипич — конфедерат
- «Коллеги» В. Аксёнова, режиссёр А. Ротенштейн
- «Четвёртый» К. Симонова, режиссёр С. Смеян — Чарльз Говард, американский журналист
- «Третья патетическая» Н. Погодина, режиссёр С. Смеян — Валерий Сестрорецкий
- 1973 — «Ричард III» У. Шекспира, режиссёр С. Данченко — Ричард III
- 1975 — «Знаменосцы» по О. Гончару, режиссёр С. Данченко — Брянский
- 1976 — «Каменный властелин» Л. Украинки, режиссёр С. Данченко — Дон Жуан

#### Киевский драматический театр им. И. Франко
- 1979 — «Дикий Ангел» А. Коломийца, режиссёр Владимир Оглоблин — маляр
- 1979 — «Украденное счастье» И. Франко, режиссёр С. Данченко — Мыкола Задорожный
- 1980 — «Дядя Ваня» А. Чехова, режиссёр С. Данченко — Иван Петрович Войницкий
- 1981 — «Гибель эскадры» А. Корнейчука, режиссёр С. Данченко
- 1985 (малая сцена), 1999 (большая сцена) — «Карьера Артура Уи, которой могло не быть» Б. Брехта, режиссёр Валентин Козьменко-Делинде — Артуро Уи
- 1986 — «Энеида» И. Котляревского, режиссёр С. Данченко — Иван Котляревский
- 1987 — «Мастер и Маргарита» по М. Булгакову, режиссёр И. Молостова — Иешуа / Автор
- 1989 — «Тевье-Тевель» Г. Горина, режиссёр С. Данченко и Д. Чирипюк — Тевье
- 1992 — «Призраки» Э. де Филиппо, режиссёр П. Ильченко — Паскуале
- 1993 — «Записки сумасшедшего» Н. Гоголя, режиссёр В. Сечин — Поприщин
- 1994 — «Росмерсгольм» Г. Ибсена, режиссёр С. Данченко — Росмер
- 1994 — «Бред вдвоём» Э. Ионеско, режиссёр В. Сечин — Он
- 1995 — «Сны по Кобзарю» Т. Шевченко, режиссёр В. Козьменко-Делинде — Кобзарь
- 1997 — «Король Лир» У. Шекспира, режиссёр С. Данченко — Король Лир
- 2003 — «Царь Эдип» Софокла, режиссёр Р. Стуруа — Царь Эдип
- 2003 — «Истерия» Т. Джонсона, режиссёр Г. Гладий — Зигмунд Фрейд
- 2006 — «Посреди рая на майдане» В. Клименко, режиссёр В. Кучинский и В. Клименко[17]
- 2007 — «Лев и Львица» И. Коваль, режиссёр С. Моисеев — Лев Толстой
- 2008 — «Легенда про Фауста» по мотивам сочинений Й. Шписа, К. Марло и Гейсельбрехта, режиссёр А. Приходько — Фауст старый / Мефистофель
- «Чайка» А. Чехова — Треплев

### Другие театры
- 1989 — «Сад Божественных песен» В. Шевчука по произведениям Г. Сковороды, режиссёр А. Кужельный — Григорий Сковорода (Киевская академическая мастерская театрального искусства «Созвездие»)
- 1995 — «Не боюсь серого волка» Э. Олби, режиссёр А. Жолдак — Джордж (Киевский академический Молодой театр)
- 1999 — «Старосветская любовь» Н. Коляды по мотивам повести Н. Гоголя «Старосветские помещики», режиссёр В. Фокин — Афанасий Иванович Товстогуб (Частная антреприза)
- «Вишнёвый сад» А. Чехова, режиссёр В. Дубровицкий — Фирс
- «Милый лжец» Дж. Килти (антреприза, США), режиссёр В. Козьменко-Делинде — Бернард Шоу, драматург

## Фильмография

### Художественное кино
- 1970 — Мир хижинам — война дворцам
- 1970 — Белая птица с чёрной отметиной — Орест Звонарь
- 1971 — Второе дыхание — Игорь
- 1971 — Озарение — Юрий Морозенко
- 1972 — Наперекор всему — Симеон
- 1972 — Самый последний день — Валера
- 1973 — Новоселье — Данько
- 1973 — Костёр на снегу
- 1975 — Волны Чёрного моря (фильм № 3 «Катакомбы») — Ионел Миря, делец-мошенник
- 1975 — Среди лета — Андрей Троян
- 1977 — Солдаты свободы — Старцев, капитан
- 1977 — Право на любовь — Яков
- 1978 — Дом строится — Александр Никитич
- 1979 — И придёт день... — Кирилл Мефодьевич Руснак
- 1979 — Забудьте слово «смерть» — Иван Николаевич Островой («поручик Князев»)
- 1979 — Стеклянное счастье — Дзякун
- 1980 — Дударики — Леонтович
- 1980 — От Буга до Вислы — Щупак, немецкий агент «Фокусник»
- 1980 — Иначе нельзя — мастер Петушков
- 1980 — Мужество — Николай Гранатов, заместитель начальника стройки
- 1982 — Тайны святого Юра — Олекса
- 1982 — Открытие — главная роль
- 1982 — Красные колокола. Фильм 2. Я видел рождение нового мира — Керенский
- 1983 — Водоворот — Иоська Вихор
- 1984 — Володькина жизнь — Баскетис
- 1984 — Украденное счастье[укр.] — Михайло Задорожный
- 1984 — Всё начинается с любви — Антонюк
- 1985 — Женихи — дед Федот
- 1985 — Дети солнца — Борис Николаевич Чепурной
- 1985 — Диктатура — Малоштан
- 1986 — Вечерницы — Финтик, писарь
- 1986 — Счастлив, кто любил…
- 1986 — Дом отца твоего — «маляр»
- 1986 — 1987 — К расследованию приступить — Александр Иванович Стасенко
- 1987 — Даниил — князь Галицкий — Судьич, боярин
- 1987 — Капитанша — Туман, хозяин корчмы
- 1987 — Золотая свадьба — Марко
- 1988 — Мария — Степан
- 1988 — Генеральная репетиция — Василий Афанасьевич Гоголь
- 1988 — И снова я принадлежу не себе… — Григорий Сковорода
- 1989 — Театральный сезон —  Сергей Иванович Муратов, актёр театра
- 1989 — Каменная душа — отец Дмитра Марусяка
- 1990 — Эхо (короткометражный)[18][19]
- 1990 — Николай Вавилов — Трофим Лысенко
- 1990 — Ныне прославися сын человеческий — Архиерей
- 1991 — Из жития Остапа Вишни — Остап Вишня
- 1991 — Грех — Сталинский
- 1991 — Кремлёвские тайны шестнадцатого века — Борис Годунов
- 1992 — Господи, прости нас, грешных — Цибукин
- 1992 — Ради семейного очага — Гирш, полицейский
- 1992 — 1997 — Тарас Шевченко. Завещание[укр.] — ведущий
- 1993 — Дорога в рай — Лернер, академик
- 1993 — Четыре листа фанеры — полковник
- 1993 — Анафема — Иван Мазепа
- 1993 — Западня — Валериан Стальский, судебный служащий
- 1993 — Елисейские поля — папенька Проечки
- 1993 — Кайдашева семья[укр.] — старый Кайдаш
- 1993 — Серые волки — Владимир Семичастный
- 1993 — Трагедия века — Старцев
- 1993 — Фучжоу
- 1995 — Гелли и Нок — Гутан
- 1995 — Одинокий игрок — Павел Кондратьевич
- 1996 — Judenkreis, или Вечное колесо — Либерзон
- 1999 — Огнём и мечом / пол. Ogniem i mieczem — Богдан Хмельницкий, гетман
- 1999 — Восток-Запад — Бойко, полковник
- 1999 — Китайскій сервизъ — Лапсин, дрессировщик тараканов
- 2000 — Чёрная рада — Брюховецкий, гетман
- 2001 — Саломея — Желынский, помещик
- 2001 — Молитва о гетмане Мазепе — Иван Мазепа
- 2002 — Тайна Чингисхана — Чингисхан
- 2003 — Старинное предание. Когда Солнце было Богом / пол. Stara baśń. Kiedy słońce było bogiem — Попел, князь
- 2003 — Завтра будет завтра — Валентин Петрович Панченко
- 2004 — Водитель для Веры — Сергей Вадимович Серов, генерал-лейтенант
- 2004 — Свои — Иван Блинов, старик
- 2005 — Убойная сила 6. Мыс доброй надежды — Войцеховский
- 2005 — Взять Тарантину — профессор Феликс Добржанский, «Феллини»
- 2006 — Сонька Золотая Ручка —  Лейба Соломониак, отец Соньки
- 2006 — Три полуграции — Вадим Сергеевич
- 2006 — Заяц над бездной — Брежнев
- 2006 — Частный заказ — Степан Ефимович Татарский
- 2006 — Странное Рождество — Павленко, доктор
- 2006 — Мосты сердечные — Гай, писатель
- 2007 — Два в одном — отец Маши
- 2007 — 18-14 — Василий Малиновский, директор лицея
- 2007 — Одна любовь души моей — Григорий Сковорода
- 2007 — Свадьба. Дело. Смерть — Варравин
- 2007 — Трое и Снежинка — Макар Андреевич, отец Эндрю
- 2007 — Юнкера — Шульгович, полковник
- 2008 — Сафо — Владимир Орлов, профессор
- 2008 — Стреляй немедленно! — Иван Иванович, директор банка
- 2008 — Сила притяжения — Семён Сорока
- 2008 — Куплю друга — Ким Булатович Сычёв
- 2008 — Александр. Невская битва — князь Ярослав Владимирович
- 2008 — Пражская весна / «Der Prager Frühling» (Австрия) — Брежнев[20]
- 2008 — Сердце на ладони / пол. Serce na dłoni — Константы
- 2009 — Тарас Бульба — Тарас Бульба
- 2009 — Инсайт — старик
- 2009 — Отторжение — Иван Павлович
- 2010 — Иванов — Лебедев Павел Кириллыч
- 2010 — Платон Ангел — Платон Никитич Ангел, хирург на пенсии
- 2010 — Вчера закончилась война — Фёдор Михайлович Конюхов
- 2010 — Сёстры Королёвы — Кирилл Иванович Королёв, отец сестёр
- 2010 — Шантрапа — Борис Фирсов
- 2011 — Огни притона — Заславский, прокурор
- 2011 — Дом — Григорий Иванович Шаманов
- 2012 — Однажды в Ростове — Пётр Дементьевич Полетаев
- 2012 — Бездна — Леонид Маркович Королёв
- 2012 — Подпоручикъ Ромашовъ — Шульгович
- 2015 — 12 месяцев. Новая сказка — Декабрь

### Телеспектакли
- 1971 — Каменный хозяин[укр.] — дон Жуан
- 1980 — Поединок (фильм-спектакль)
- 1985 — Суета (фильм-спектакль) — Акила Акилович
- 1985 — Равняется четырём Франциям —  Шахматов, первый секретарь крайкома партии

### Документальное кино
- 2007—2015 — «Моя правда»
- 2007 — «Ада Роговцева. „Я умерла вместе с ним“»
- 2008 — «„Голый король“ Константина Степанкова» (реж. П. Мироненко), Первый национальный канал (Украина)
- 2008 — «Великие украинцы. Тарас Шевченко», «Интер»
- 2009 — «Птица-Гоголь» (реж. Л. Парфёнов)
- 2010 — «И вечностью наполнен миг…» (реж. Н. Бондарчук, В. Максимов)
- 2010 — «Последняя шутка Григория Горина» (реж. Р. Полоскин, С. Ганночка), «Первый канал»
- 2010 — «Украинский самурай. Принцип Ступки» (реж. Ю. Линкевич и А. Кипров), «Две Точки»
- 2010 — «Богдан Ступка. „Формула любви“» (реж. В. Николаец), «Интер»
- 2011 — «Богдан Ступка. Тот ещё перец» (реж. Е. Тульчинская), ТК «Останкино»
- 2013 — «Богдан Ступка. Забудьте слово смерть» (реж. В. Николаец), «Интер»
- 2013 — «Тайна казацкого храма» (реж. А. Киор), «Адамаха Фильм»

### Озвучивание
- 1987 — Жменяки — закадровый текст
- 1990-е — Цикл украинских документальных фильмов об истории Украины, знаменитых украинцах за рубежом и т. д.
- 1999 — Поэт и княжна — читает текст
- 2007 — Цикл документальных фильмов «История Украины» (производство «Star Media» и «Бабич Дизайн») — закадровый текст

### Дубляж на украинский язык
- 2006 — Он, я и его друзья — роль Майкла Дугласа
- 2000-е — Пираты Карибского моря — «Прихлоп» Билл Тёрнер (роль Стеллана Скарсгарда)[21]

### Мультипликационное кино
- 1982 — Свадьба Свички
- 1984 — Джордано Бруно
- 1989 — Недобаюканная — читает текст
- 1991 — Энеида
- 2008 — Кунг фу панда — Мастер Шифу
- 2011 — Кунг фу панда 2 — Мастер Шифу

### Телевидение и реклама
- Телеигра «Форт Боярд» (Украинский сезон) — Мудрый Мольфар[22]
- Рекламный ролик «Мир»
- Рекламный ролик «Поделитесь любовью к Украине». Компания «Киевстар»[23]

## Награды и звания
Список наград:
- Герой Украины (с вручением ордена Державы, 2011) — за выдающийся личный вклад в обогащение национального культурно-художественного наследия, многолетнюю плодотворную творческую деятельность и высокое профессиональное мастерство[24]
- Народный артист СССР (1991) — за большие заслуги в развитии советского театрального искусства[25]
- Народный артист Украинской ССР (1980)
- Заслуженный артист Украинской ССР (1976)
- Заслуженный деятель искусств Автономной Республики Крым (2001) — за значительный личный вклад в развитие и пропаганду театрального искусства, высокое профессиональное мастерство и в связи с успешным проведением гастролей Национального академического драматического театра им. Ивана Франко в городе Симферополе[26]
- Государственная премия СССР (1980) — за исполнение ролей в спектаклях «Дикий ангел» А. Ф. Коломийца и «Дядя Ваня» А. П. Чехова в Киевском украинском драматическом театре имени И. Франко
- Государственная премия Украины имени Т. Шевченко (1993) — за исполнение главной роли в спектакле «Тевье-Тевель» по Шолом-Алейхему в Киевском украинском драматическом театре им. И. Франко[27]
- Государственная премия Украины имени Александра Довженко (2012, посмертно) — за выдающийся вклад в развитие украинского киноискусства[28]
- Орден князя Ярослава Мудрого IV степени (2010) — за весомый личный вклад в развитие украинского театрального искусства, высокий профессионализм и по случаю 90-й годовщины основания Национального академического драматического театра имени Ивана Франко[29]
- Орден князя Ярослава Мудрого V степени (2006) — за выдающийся личный вклад в обогащение духовной сокровищницы украинского народа, самоотверженное служение высоким идеалам искусства[30]
- Орден «За заслуги» I степени (2001) — за значительный личный вклад в социально-экономическое и культурное развитие Украины, весомые трудовые достижения и по случаю 10-й годовщины независимости Украины[31]
- Орден «За заслуги» II степени (1999) — за самоотверженный труд, выдающиеся личные заслуги в государственном строительстве, социально-экономическом, научно-техническом и культурном развитии Украины и по случаю 8-й годовщины независимости Украины[32]
- Почётный знак отличия Президента Украины (1994) — за значительный личный вклад в развитие украинского театрального и киноискусства, высокое исполнительское мастерство[33]
- Орден Почёта (Россия, 2011) — за большой вклад в развитие связей между Российской Федерацией и Украиной в области культуры[34]
- Орден Дружбы (Россия, 2001) — за большой вклад в развитие театрального искусства и укрепление российско-украинских культурных связей[35]
- Офицер ордена Заслуг перед Республикой Польша (Польша, 2000) — за выдающийся вклад в развитие польской кинематографии, за достижения в художественном творчестве[36]
- Премия имени И. П. Котляревского (Союз театральных деятелей Украины, 1991)
- Премия «Киевская пектораль» в номинации «За весомый вклад в театральное искусство» (1991—1992)
- Премия имени А. М. Бучмы (Союз театральных деятелей Украины, 1994)
- Премия «Киевская пектораль» в номинации «Лучшая мужская роль» («Бред вдвоём» Э. Ионеско) (1994)
- Премия «Киевская пектораль» в номинации «Лучшая мужская роль» («Сны по Кобзарю» Т. Шевченко) (1995)
- Приз международного кинофестиваля «Стожары» в Киеве в номинации «Лучшая мужская роль второго плана» (фильм «Фучжоу») (1995)
- Приз Международного кинофестиваля «Стожары» в Киеве в номинации «Лучшая мужская роль второго плана» (фильм «Гелли и Нок») (1995)
- Международная Премия Станиславского (Международный Фонд К. С. Станиславского, 1996)[37]
- Специальный приз оргкомитета «Хрустальный Колокол» международного кинофестиваля «Стожары» в Киеве — за наивысший творческий взлёт (1999)
- Премия «Хрустальная Турандот» в номинации «Лучшему пришельцу за вклад в московское театральное искусство» (за роль Афанасия Ивановича в спектакле «Старосветская любовь» Н. Коляды, Москва, 2001)
- Премия «Киевская пектораль» в номинации «Лучшая мужская роль» («Лев и Львица» И. Коваль) (2001)
- Премия «Золотой овен» в номинации «За лучшую мужскую роль» (фильм «Свои») (2004)
- Приз Международного кинофестиваля «Листапад» в Минске в номинации «Лучшая мужская роль» (фильм «Свои») (2004)
- Приз «Серебряный Георгий» Московского международного кинофестиваля — за лучшее исполнение мужской роли (фильм «Свои») (2004)
- Номинация на премию Европейской киноакадемии — за лучшую мужскую роль (фильм «Свои») (2004)
- Премия «Телетриумф» в номинации Актёр фильма/сериала (совм. с Т. Яценко, фильм «Завтра будет завтра») (2004)
- Премия «Золотой орёл» в номинации «Лучшая мужская роль второго плана» (фильм «Водитель для Веры») (2005)
- Премия «Ника» в номинации «Лучшая мужская роль» (фильм «Водитель для Веры») (номинация ?, 2005)
- Приз Международного фестиваля продюсерского кино «Кино-Ялта» — «за вклад в киноиндустрию» (2005)
- Премия «Триумф» (2006)
- Приз Международного кинофестиваля в Риме — серебряная статуэтка «Марк Аврелий» за лучшую мужскую роль (фильм «Сердце на ладони») (2008)
- Премия «Золотой орёл» в номинации «Лучшая мужская роль в кино» (фильм «Тарас Бульба») (2010)
- Международная премия имени Н. В. Гоголя (Италия, (2009))[38]
- Премия «Кумир» в номинации «Кумир 2009—2011 — за высокое служение искусству»[39]
- Премия «Золотой орёл» в номинации «Лучшая мужская роль второго плана» (фильм «Дом») (2012)
- Премия «Телетриумф» в номинации «Актёр телевизионного фильма/сериала» (фильм «Однажды в Ростове») (2012)
- Премия «Телетриумф» в номинации «Телевизионный документальный фильм/цикл» (фильм «Забудьте слово „смерть“», телеканал «Интер») (2013)
- Премия им. Сиди Таль
- Золотая медаль Академии искусств Украины (2006)
- Почётный гражданин Киева (2009)[40]
- Орден «Сын Отечества» (2010, Азербайджанский фонд) — за весомый личный вклад в дело развития и углубления азербайджано-украинских отношений в сфере культуры и искусства, а также за заслуги перед украинским обществом[41]
- Становился лауреатом Кинофорума «Золотой Витязь»: Премия «За выдающийся вклад в славянский кинематограф» (1993), Диплом «За лучшую главную мужскую роль» (2009).

## Факты
- Во время одного из спектаклей «Фауст и смерть» (Львовский УАДТ имени М. К. Заньковецкой), где молодой Ступка играл роль робота, которого уничтожает лучом «альфа-аппарата» первый космонавт, из аппарата случайно вылетело стекло и попало актёру под левый глаз. Ситуация обошлась без последствий (док. фильм «Богдан Ступка. Тот ещё перец», реж. Е. Тульчинская).
- Отсутствие собственных режиссёрских работ Б. Ступка объяснял примером М. Ульянова, который, разочаровавшись своим режиссёрским дебютом в фильме «Самый последний день», заметил, что больше снимать не будет[14].
- Помимо родного украинского, владел английским, русским и польским языками.

## Память
- Жизни и творчеству актёра посвящены документальные фильмы: «Sempere tire», «Принадлежу, я знаю, не себе» (1988), «Богдан Ступка. Львовская хроника» (1988).
- Астероид главного пояса, открытый 27 августа 2008 года Андрушёвской астрономической обсерваторией назван в честь Б. Ступки «269252 Богданступка» (269252 Bogdanstupka).
- 27 августа 2017 года, в 76 годовщину со дня рождения был установлен памятный бюст Б. Ступке в посёлке Куликов Львовской области.
- Национальный банк Украины в 2016 году выпустил памятную монету 2 гривны с портретом Б. Ступки.

## Публикации
- Ростислав Коломиец. Страсти по Богдану. Фауст, искушенный Мефистофелем. — «День», № 27, 15 февраля 2005
- Богдан Ступка. Франковские мистификации. Размышления о театре, его истории, корифеях, настоящем и будущем. — «День», № 51, 23 марта 2005
- Творчество должно рождаться изнутри как подлинное человеческое переживание — Богдан Ступка. ИТАР-ТАСС (26 июля 2012). — Интервью. Дата обращения: 27 ноября 2012. Архивировано 24 августа 2013 года.